# Яракуянос
«Яракуя́нос» (исп. Yaracuyanos Fútbol Club) — венесуэльский футбольный клуб из города Сан-Фелипе. В настоящий момент выступает в Примере Венесуэлы.

## История
Клуб основан в 2006 году. Начал свои выступления в четвёртом по силе дивизионе Венесуэлы, каждый сезон завершал повышением в классе, и в сезоне 2009/10 «Яракуянос» дебютировал в высшем дивизионе Венесуэлы.
В своём дебютном сезоне клуб занял не высокое 15-е место из 18 команд, а в следующем сезоне 2010/11 «Яракуянос» добился наибольшего успеха в своей истории, заняв 9-е место в чемпионате Венесуэлы. Затем клуб в результате дополнительного турнира завоевал право играть в 2011 году в Южноамериканском кубке, но в нём клуб уступил уже в первом раунде эквадорскому «ЛДУ Кито».
Домашние матчи команда проводит на стадионе «Флорентино Оропеса», вмещающем 9 618 зрителей.

## Достижения
- Победитель Второго дивизиона Венесуэлы[англ.] (2):
  - 2019, 2024
- Победитель Третьего дивизиона Венесуэлы[англ.]:
  - 2007
- Победитель Второго дивизиона B Венесуэлы[англ.]:
  - 2008

## Участие в южноамериканских кубках
- Южноамериканский кубок (1):
  - Первый раунд — 2011